# フジテレビ木曜7時30分枠の連続ドラマ
フジテレビ木曜7時30分枠の連続ドラマ（フジテレビもくようしちじさんじっぷんわくのれんぞくドラマ）は、過去3期に渡ってフジテレビ系列の毎週木曜日19時30分 - 20時00分（JST）に放送されたテレビドラマの放送枠である。
なお中断中のアニメについては、
また1995年10月から1996年3月まで木曜日19時30分 - 20時54分の枠で放送された『木曜の怪談』については、

## 歴史
この枠は開局して間もなくドラマはスタート、当初は『変幻三日月丸』や『少年探偵団』といった児童向け作品を放送、後に『笑えば天国』といった公開コメディを放送してきたが、1967年6月29日終了の公開コメディ『なんでも110番』を最後に、ドラマは長期の中断となる。
それから17年半後、1985年1月10日開始の特撮コメディ『TVオバケてれもんじゃ』で再開、続く学園アクションドラマ『スケバン刑事』シリーズが空前の大ヒット、全部で3作製作され、主演を務めた斉藤由貴・南野陽子・浅香唯が人気スターとなった。
だが続く『少女コマンドーIZUMI』は『スケバン刑事』ほどヒットせず、4ヶ月で打ち切られ、かつて『月曜ドラマランド』で放送した『藤子不二雄の夢カメラ』を、つなぎ目的で連続ドラマにして2ヶ月放送し、ドラマは事実上終了した。そして『てれもんじゃ』以来関ってきた東映のスタッフは月曜19:30に移動し、『花のあすか組!』を開始する。

## 放送作品一覧

### 第1期
- 変幻三日月丸（1959年3月5日 - 1960年2月4日）
- 新説水戸黄門（1960年2月25日 - 8月25日）
- 反逆児（1960年9月1日 - 10月27日） - 海外作品。
- 少年探偵団（1960年11月3日 - 1963年9月26日）
- 笑えば天国（1963年10月3日 - 1966年7月28日） - 水曜21:45から移動。

※ドラマ中断。この間はロート製薬一社提供番組『びっくりショー』を放送。

### 第2期
- なんでも110番（1966年11月17日 - 1967年6月29日）

※ドラマ中断。この間はロート製薬一社提供番組『しろうと芸能大賞』『万国びっくりショー』、『スター千一夜』を始めとした帯番組、バラエティ番組『とびだせものまね大作戦』、アニメ『みゆき』、単発特別番組枠『木曜おもしろバラエティ』、クイズ番組『クイズのりもの講座』、アニメ『ふたり鷹』を放送。

### 第3期
- TVオバケてれもんじゃ（1985年1月10日 - 3月28日）
- スケバン刑事シリーズ
  - スケバン刑事（1985年4月11日 - 10月31日）
  - スケバン刑事II 少女鉄仮面伝説（1985年11月7日 - 1986年10月23日）
  - スケバン刑事III 少女忍法帖伝奇（1986年10月30日 - 1987年10月29日）
- 少女コマンドーIZUMI（1987年11月5日 - 1988年2月18日）
- 藤子不二雄の夢カメラ（連続ドラマ版）（1988年2月25日 - 3月24日） - つなぎ番組。

## 参考資料
- 「タイムテーブルからみたフジテレビ50年史」（フジテレビ編成制作局） 2009年
- キー局番組編成変遷ひょー